# Kanton Villenauxe-la-Grande
Kanton Villenauxe-la-Grande (fr. Canton de Villenauxe-la-Grande) byl francouzský kanton v departementu Aube v regionu Champagne-Ardenne. Tvořilo ho sedm obcí. Zrušen byl po reformě kantonů 2014.

## Obce kantonu
- Barbuise
- Montpothier
- Périgny-la-Rose
- Plessis-Barbuise
- La Saulsotte
- La Villeneuve-au-Châtelot
- Villenauxe-la-Grande